# Просветитель (премия)
«Просвети́тель» — российская литературная премия, вручаемая за лучшее научно-популярное произведение на русском языке. Учреждена в 2008 году Дмитрием Зиминым и фондом «Династия». С 2016 по 2025 год премия существовала при поддержке фонда «Zimin Foundation», однако прекратила сотрудничество с фондом. Первая в Российской Федерации премия за научно-популярную литературу. Цель премии — «привлечь внимание читателей к просветительскому жанру, поощрить авторов и создать предпосылки для расширения рынка просветительской литературы».

## Номинации
В 2008 году присуждалась одна общая премия, лауреата которой отбирал единолично Дмитрий Зимин. С 2009 года премия присуждается по двум номинациям: «Гуманитарные науки» и «Естественные и точные науки», сопредседателями оргкомитета стали журналисты Александр Гаврилов и Александр Архангельский.
В 2017 году в честь десятилетнего юбилея премии было принято решение о вручении призов в специальной номинации «Просветитель. Неформат», однако победителей в этой номинации объявлено не было.
В 2018 году была учреждена номинация «Просветитель. Digital» за просветительские проекты в цифровом формате. Затем в 2019 и 2020 годах вручалась премия «Просветитель. Digital», отмечавшая электронные просветительские проекты в категориях «Звук», «Текст» и «Видео» (кроме книжных, телевизионных и радиовещательных).
С 2020 года начинает работу новая премия «Просветитель. Перевод», в которой награда также вручается в двух номинациях: «Гуманитарные науки» и «Естественные и точные науки».
С 2022 года вручается специальная награда премии «Просветитель» — «ПолитПросвет» за лучшую книгу, посвящённую текущему общественно-политическому процессу.

## Порядок присуждения премии
Премия присуждается ежегодно. На соискание премии выдвигаются произведения, написанные на русском языке, объёмом не менее пяти авторских листов, ставящие своей задачей просвещение неспециализированного читателя в гуманитарной, научной, технической областях и находящиеся в первичной (не букинистической) продаже, вне зависимости от даты издания. Правом выдвижения обладают издательства (также обладающие правом выдвижения рукописи), сотрудники государственных музеев, профессора вузов, имеющих государственную аккредитацию, сотрудники научно-исследовательских институтов системы РАН, РАМН и РАО, члены-корреспонденты и действительные члены РАН, РАМН и РАО, а также члены жюри и совета премии.
На первом этапе оргкомитет премии, который возглавляют Александр Архангельский и Александр Гаврилов, отбирает сначала «длинный» (из 25 позиций), а потом «короткий» (из восьми позиций — по четыре на каждую номинацию) списки премии. На втором этапе жюри, состоящее из четырёх-семи человек, ежегодно пополняемое лауреатами прошлого года и возглавляемое Алексеем Семихатовым, определяет лауреатов премии.
По состоянию на 2024 год лауреаты премии «Просветитель» в номинациях «Гуманитарные науки» и «Естественные и точные науки» получают 10 000 евро, финалисты — 1 500 евро. Лауреаты премии «Просветитель. Перевод» и победитель специальной награды «ПолитПросвет» — по 5 000 евро, финалисты — 750 евро.

## Финалисты
Жирным шрифтом выделены лауреаты.

### 2008
- Александр Звонкин, «Малыши и математика».
- Максим Кронгауз, «Русский язык на грани нервного срыва».
- Андрей Остальский, «Краткая история денег: Откуда взялись? Как работают? Как изменятся в будущем?».
- Марина Сванидзе, «Исторические хроники с Николаем Сванидзе: в 2 томах».

Специальные призы
- Михаил Гаспаров, «Капитолийская волчица: Рим до цезарей».
- Аркадий Мигдал, «От догадки до истины»[3][15].

### 2009
Номинация «Естественные и точные науки»
- Александр Дмитриев, «Как понять сложные законы физики».
- Виктор Дольник, «Непослушное дитя биосферы».
- Семён Гиндикин, «Рассказы о физиках и математиках».
- Леонид Пономарёв, «Под знаком кванта».

Номинация «Гуманитарные науки»
- Андрей Зубов (ответственный редактор), «История России. XX век».
- Григорий Козлов, «Покушение на искусство».
- Андрей Остальский, «Нефть: чудовище и сокровище».
- Александр Янов, «Россия и Европа. 1462—1921: в 3 книгах»[16]

### 2010
Номинация «Естественные и точные науки»
- Александр Марков, «Рождение сложности. Эволюционная биология сегодня: неожиданные открытия и новые вопросы».
- Сергей Рубин, «Устройство нашей вселенной».
- Владимир Сурдин, «Путешествия к Луне».
- Владимир Успенский, «Апология математики».
- Симон Шноль, «Герои и злодеи российской науки»[17][18].

Номинация «Гуманитарные науки»
- Андрей Зализняк, «Из заметок о любительской лингвистике».
- Сергей Иванов, «1000 лет озарений».
- Андрей Немзер, «„Красное колесо“ Александра Солженицына. Опыт прочтения».
- Александр Прасол, «Япония: лики времени».

Специальный приз
- Егор Гайдар, «Долгое время. Россия в мире: очерки экономической истории» (по личному решению Дмитрия Зимина).

### 2011
Номинация «Естественные и точные науки»
- Александр Марков, «Эволюция человека».
- Антон Первушин, «108 минут, изменившие мир: вся правда о полёте Юрия Гагарина».
- Любовь Стрельникова, «Из чего всё сделано? Рассказы о веществе».
- Владимир Цимбал, «Растения. Параллельный мир»[19].

Номинация «Гуманитарные науки»
- Яков Гордин, «Кавказская Атлантида: 300 лет войны».
- Ирина Левонтина, «Русский со словарём».
- Владимир Плунгян, «Почему языки такие разные».
- Константин Сонин, «Уроки экономики».

### 2012
Номинация «Естественные и точные науки»
- Виктор Зуев, «Многоликий вирус. Тайны скрытых инфекций».
- Владимир Решетников, «Почему небо тёмное. Как устроена Вселенная».
- Владимир Сурдин, «Разведка далёких планет».
- Генрих Эрлих, «Золото, пуля, спасительный яд: 250 лет нанотехнологий»[20][21].

Номинация «Гуманитарные науки»
- Сергей Иванов, «В поисках Константинополя: путеводитель по Византийскому Стамбулу и окрестностям».
- Борис Ковалёв, «Повседневная жизнь населения России в период нацистской оккупации».
- Александр Мещеряков, «Император Мэйдзи и его Япония».
- Леонид Млечин, «Ленин. Соблазнение России».

### 2013
Номинация «Естественные и точные науки»
- Дмитрий Жуков, «Стой, кто ведёт? Биология поведения человека и других зверей».
- Пётр Образцов, «Удивительные истории о существах самых разных. Тайны тех, кто населяет землю, воду и воздух».
- Александр Петров, «Гравитация. От хрустальных сфер до кротовых нор».

Номинация «Гуманитарные науки»
- Александр Васькин, «Москва, спалённая пожаром. Первопрестольная в 1812 году».
- Дмитрий Копелев, «Раздел океана в 16—18 веках. Истоки и эволюция пиратства».
- Вера Мильчина, «Париж в 1814—1848 годах. Повседневная жизнь».
- Виктор Сонькин, «Здесь был Рим».

Специальная номинация «Биографии»
- Сергей Беляков, «Гумилёв, сын Гумилёва».
- Борис Тененбаум, «Великий Черчилль».
- Максим Чертанов, «Дарвин».

### 2014
Номинация «Естественные и точные науки»
- Геннадий Горелик, «Кто изобрёл современную физику? От маятника Галилея до квантовой гравитации».
- Сергей Ижевский, Андрей Лобанов и Александр Соснин, «Жизнь замечательных жуков».
- Ася Казанцева, «Кто бы мог подумать! Как мозг заставляет нас делать глупости».
- Борис Штерн, «Прорыв за край мира».

Номинация «Гуманитарные науки»
- Ольга Вайнштейн, «Денди: мода, литература, стиль жизни».
- Павел Полян, «Свитки из пепла. Еврейская „зондеркоммандо“ в Аушвице-Биркенау и её летописцы».
- Аделаида Сванидзе, «Викинги».
- Сергей Яров, «Повседневная жизнь блокадного Ленинграда».

Специальная номинация «За верное служение делу просветительства»
- Газета «Троицкий вариант — Наука».

### 2015
Номинация «Естественные и точные науки»
- Николай Андреев, Сергей Коновалов и Никита Панюнин (редакторы-составители), «Математическая составляющая».
- Александр Марков и Елена Наймарк, «Эволюция. Классические идеи в свете новых открытий».
- Александр Соколов, «Мифы об эволюции человека».
- Владимир Сурдин (редактор-составитель), «Галактики».

Номинация «Гуманитарные науки»
- Евгений Анисимов, «Императорская Россия».
- Юлия Кантор, «Заклятая дружба. Секретное сотрудничество СССР и Германии 20—30-х годов».
- Алексей Юрчак, «Это было навсегда, пока не кончилось».
- Михаил Яснов, «Путешествие в Чудетство. Книга о детях, детской поэзии и детских поэтах».

Специальная номинация «Биографии»
- Олег Хлевнюк, «Сталин. Жизнь одного вождя»[22][23].

### 2016
Номинация «Естественные и точные науки»
- Кирилл Бабаев, Александра Архангельская. «Что такое Африка».
- Владимер Динец, «Песни драконов. Любовь и приключения в мире крокодилов и прочих динозавровых родственников».
- Александр Панчин, «Сумма биотехнологии. Руководство по борьбе с мифами о генетической модификации растений, животных и людей».
- Моисей Каганов, «Физика глазами физика. В двух частях».

Номинация «Гуманитарные науки»
- Александр Аузан, «Экономика всего. Как институты определяют нашу жизнь».
- Борис Жуков, «Введение в поведение».
- Сергей Кавтарадзе, «Анатомия архитектуры. Семь книг о логике, форме и смысле».
- Наталья Лебина, «Мужчина и женщина: тело, мода, культура. СССР — оттепель».

Специальная номинация «Просветитель просветителей»
- Андрей Зорин, «Появление героя. Из истории русской эмоциональной культуры конца XVIII — начала XIX века».

Специальная номинация «Совещательный голос»
- Владимир Решетников, «Почему небо тёмное. Как устроена Вселенная».

### 2017
Номинация «Естественные и точные науки»
- Дарья Варламова и Антон Зайниев, «С ума сойти! Путеводитель по психическим расстройствам для жителя большого города».
- Станислав Дробышевский, «Достающее звено», в двух томах.
- Ася Казанцева, «В интернете кто-то неправ! Научные исследования спорных вопросов».
- Нелли Литвак, Андрей Райгородский, «Кому нужна математика? Понятная книга о том, как устроен цифровой мир».

Номинация «Гуманитарные науки»
- Алена Козлова, Николай Михайлов, Ирина Островская и Ирина Щербакова, «Знак не сотрётся. Судьбы остарбайтеров в письмах, воспоминаниях и устных рассказах».
- Иван Курилла, «История, или Прошлое в настоящем».
- Александр Пиперски, «Конструирование языков. От эсперанто до дотракийского».
- Тим Скоренко, «Изобретено в России. История русской изобретательской мысли от Петра I до Николая II».

Специальная номинация «Просветитель. Неформат»
- Юрий Бродский, «Соловки. Лабиринт преображений».
- Инесса Григалюнене (редактор-составитель), «Математические прогулки: сборник интервью».
- Наталья Зазулина, «Сквозь линзу времени: Понтифик — Апостол мира».
- Александр Семенов, «Волшебный мир холодных морей».
- Евгений Штейнер, «Манга Хокусая. Энциклопедия старой японской жизни в картинках».

### 2018
Номинация «Естественные и точные науки»
- Станислав Дробышевский, «Байки из грота: 50 историй из жизни древних людей».
- Алексей Савватеев, «Математика для гуманитариев. Живые лекции».
- Ирина Якутенко, «Воля и самоконтроль. Как гены и мозг мешают нам бороться с соблазнами».
- Сергей Ястребов, «От атомов к древу: Введение в современную науку о жизни».

Номинация «Гуманитарные науки»
- Сергей Зотов, Михаил Майзульс и Дильшат Харман, «Страдающее Средневековье».
- Владислав Иноземцев, «Несовременная страна. Россия в мире XXI века».
- Борис Колоницкий, «#1917. Семнадцать очерков по истории Российской революции».
- Амиран Урушадзе, «Кавказская война. Семь историй».

Номинация «Просветитель.Digital»
- Ведущий популярного блога по истории Леонид Млечин.
- Автор проектов «1917», «Карта истории» и «1968.digital» Михаил Зыгарь[24].

### 2019
Номинация «Естественные и точные науки»
- Елена Клещенко, «ДНК и её человек. Краткая история ДНК-идентификации».
- Владимир Сурдин, «Астрономия. Популярные лекции».
- Пётр Талантов, «0,05. Доказательная медицина от магии до поисков бессмертия».
- Михаил Шифрин, «100 рассказов из истории медицины. Величайшие открытия, подвиги и преступления во имя вашего здоровья».

Номинация «Гуманитарные науки»
- Евгений Анисимов, «Держава и топор. Царская власть, политический сыск и русское общество в XVIII веке».
- Ляля Кандаурова, «Полчаса музыки. Как понять и полюбить классику».
- Олег Лекманов, Михаил Свердлов, Илья Симановский, «Биография: Венедикт Ерофеев. Посторонний».
- Елена Осокина, «Алхимия советской индустриализации. Время Торгсина».

Номинация «Просветитель.Digital». Категория «Звук»
- Подкаст «Искусство для пацанчиков».
- Подкаст «Остарбайтеры».
- Подкаст «Полка», «Новая чувствительность».
- Проект «Детская комната Arzamas» («Arzamas»).
- Проект «Русский Детройт».

Номинация «Просветитель.Digital». Категория «Текст»
- Издание «Системный Блокъ».
- Канал «Книжный лис».
- Проект «The Batrachospermum Magazine».
- Проект «Краткий курс по литэкономии» («N + 1»).
- Проект «Это прямо здесь».

Номинация «Просветитель.Digital». Категория «Видео»
- Канал «LOONY», плейлист «История медицины».
- Канал «Redroom», плейлист «Лимб».
- Канал «QWERTY», плейлист «Заметки астронома».
- Канал Артура Шарифова, плейлист «Основные видео».
- Проект «Краткая история всего» («Постнаука»).

Специальная номинация «Неформат»
- Юрий Слёзкин, «Дом правительства. Сага о русской революции».

Специальная номинация «За вклад в цифровую культуру»
- Проект Леонида Парфенова «Parfenon».

### 2020
Номинация «Естественные и точные науки»
- Вихрев Никита. Рассказы о двукрылых. — М.: Фитон XXI, 2019.
- Губайловский Владимир. Искусственный интеллект и мозг человека. — М.: Наука, 2019.
- Кукушкин Николай. Хлопок одной ладонью. Как неживая природа породила человеческий разум. — М.: Альпина нон-фикшн, 2020.
- Соколов Александр. Странная обезьяна. Куда делась шерсть и почему люди разного цвета. — М.: Альпина нон-фикшн, 2020.

Номинация «Гуманитарные науки»
- Воскобойников Олег. Средневековье крупным планом. — М.: Бомбора, 2020.
- Ревзин Григорий. Как устроен город. — М.: Strelka Press, 2019.
- Фуфаева Ирина. Как называются женщины. — М.: АСТ: Corpus, 2020.
- Чупринин Сергей. Оттепель: События. Март 1953 — август 1968 года. — М.: Новое литературное обозрение, 2020.

Номинация «Просветитель. Перевод. Естественные и точные науки»
- Бергер Ли, Хокс Джон[англ.]. Почти человек. Как открытие Homo naledi изменило нашу историю. — М.: Манн, Иванов и Фербер, 2020 (Перевод: Арсений Чёрный. Шеф-редактор: Ренат Шагабутдинов; Ответственный редактор: Татьяна Рапопорт; Литературный редактор: Сергей Захаров; Научный редактор: Станислав Дробышевский).
- Габсер Стивен, Преториус Франс[англ.]. Маленькая книга о черных дырах. — СПб.: Питер, 2019 (Перевод К. Масленникова; Редакторы В. Сурдин, Л. Егорова).
- Норт Джон. Космос. Иллюстрированная история астрономии и космологии. — М.: Новое литературное обозрение, 2020 (Перевод: Иванов К. В.; Редакторы: Сурдин В. Г., Шевченко М. Ю.).
- Рослинг Ханс. Фактологичность. — М.: АСТ: Corpus, 2020 (Перевод: Заур Мамедьяров; Редактор: Татьяна Трофимова).
- Сапольски Роберт. Биология добра и зла. Как наука объясняет наши поступки. — М.: Альпина нон-фикшн, 2019 (Перевод: Юлия Аболина, Елена Наймарк. Научный редактор Даниил Марков, редактор Анастасия Ростоцкая).

Номинация «Просветитель. Перевод. Гуманитарные науки»
- Ашерсон Нил. Чёрное море. Колыбель цивилизации и варварства. — М.: АСТ: Corpus, 2017 (Перевод: Варвара Бабицкая; редактор Глеб Морев).
- Брегман Рутгер[англ.]. Утопия для реалистов: Как построить идеальный мир. — М.: Альпина Паблишер, 2020 (Перевод: Андрей Зуев. Редактор: Любовь Рыклина).
- Моррис Десмонд. Язык тела. Позы и жесты в искусстве. — М.: Ад Маргинем Пресс, 2019 (Перевод: Екатерина Курова. Редактор: Филипп Кондратенко).
- Робер Венсан. Время банкетов: Политика и символика одного поколения (1818—1848). — М.: Новое литературное обозрение, 2019 (Перевод: Вера Мильчина. Редакторы: Наталья Сайкина, Лев Оборин (редактор книжной серии).
- Уикхем Крис. Средневековая Европа: От падения Рима до Реформации. — М.: Альпина нон-фикшн, 2019 (Перевод: Мария Десятова; Научный редактор Станислав Мереминский; Редактор Наталья Нарциссова).

### 2021
Победителями народного голосования стали Николай Эппле с книгой «Неудобное прошлое» и Ирина Якутенко, автор книги «Вирус, который сломал планету».
Номинация «Естественные и точные науки»
- Максим Винарский. «Евангелие от LUCA. В поисках родословной животного мира» — М.: Альпина нон-фикшн, 2021.
- Владимир Ковальзон. «Маятник сна» — Минск: Дискурс, 2021.
- Сергей Парин. «Стресс, боль и опиоиды. Об эндорфинах и не только» — Минск: Дискурс, 2021.
- Ирина Якутенко. «Вирус, который сломал планету. Почему SARS-CoV-2 такой особенный и что нам с ним делать» — М.: Альпина нон-фикшн, 2021.

Номинация «Гуманитарные науки»
- Дмитрий Бовыкин, Александр Чудинов. «Французская революция» — М.: Альпина нон-фикшн: ПостНаука, 2020.
- Андрей Мовчан, Алексей Митров. «Проклятые экономики» — М: АСТ, 2020.
- Сергей Мохов. «История смерти. Как мы боремся и принимаем» — М.: Individuum, 2020.
- Николай Эппле. «Неудобное прошлое: память о государственных преступлениях в России и других странах» — М.: Новое литературное обозрение, 2020.

Номинация «Просветитель. Перевод. Естественные и точные науки»
- Ричард Докинз «Река, выходящая из Эдема. Жизнь с точки зрения дарвиниста» — М.: Издательство АСТ: Corpus, 2020 (перевод с английского А. Гопко, редактор Алёна Якименко)
- Бен Орлин. Математика с дурацкими рисунками. Идеи, которые формируют нашу реальность. М.: Альпина нон-фикшн, 2020 (перевод с английского А. Огнев; редактор В. Копылова, научный редактор М. Гельфанд)
- Ларс Орстрём. Химия навсегда. О гороховом супе, опасности утреннего кофе и пробе мистера Марша. М.: КоЛибри, Азбука-Аттикус, 2021 (перевод с английского Оксана Постникова; научный редактор И. Сорокин, ответственный редактор Е. Черезова)
- Карл Циммер. Она смеётся, как мать. Могущество и причуды наследственности. М.: Альпина нон-фикшн, 2020 (перевод с английского М. Богоцкая, П. Купцов; редактор А. Ростоцкая, научный редактор Я. Шурупова)

Номинация «Просветитель. Перевод. Гуманитарные науки»
- Карл Зигмунд. Точное мышление в безумные времена. Венский кружок и крестовый поход за основаниями науки. М.: Издательство АСТ: Corpus, 2021 (перевод с английского А. Бродоцкая; редактор А. Лавренова)
- Юджин Роган. Арабы. История. XVI—XXI вв. М.: Альпина нон-фикшн, 2019 (перевод с английского И. Евстигнеева; редактор Н. Нарциссова, научный редактор И. Царегородцева)
- Ингрид Роланд, Ной Чарни. Коллекционер жизней. Джорджо Вазари и изобретение искусства. М.: Манн, Иванов, Фербер, 2018 (перевод с английского А. Ландихова; научный редактор М. Меньшикова, ответственный редактор О. Киселева, литературный редактор О. Нестерова)
- Ричард Роудс «Создание атомной бомбы» — М.: КоЛибри, Азбука-Аттикус, 2020 (перевод с английского Д. Прокофьев, редакторы Н. Галактионова, М. Капустин и С. Левензон)

### 2022
Номинация «Естественные и точные науки»
- Ольга Филатова. «Облачно, возможны косатки» — Альпина нон-фикшн, 2022.

Номинация «Гуманитарные науки»
- Михаил Майзульс. «Воображаемый враг. Иноверцы в средневековой иконографии» — Альпина нон-фикшн, 2022.

Номинация «Просветитель. Перевод. Естественные и точные науки»
- Дуг Макдугалл, «Зачем нужна геология. Краткая история прошлого и будущего нашей планеты» (перевод Евгения Поникарова, редакторы Павел Плечов и Ирина Борисова).

Номинация «Просветитель. Перевод. Гуманитарные науки»
- Дуглас Смит, «Российская миссия. Забытая история о том, как Америка спасла Советский Союз от гибели» — CORPUS, 2021 (перевод Евгении Фоменко, редактор Мария Нестеренко).

Специальная награда «ПолитПросвет»
- Евгения Лёзина. XX век: Проработка прошлого. Практики переходного правосудия и политика памяти в бывших диктатурах. Германия, Россия, страны Центральной и Восточной Европы. — НЛО, 2021. — 584 с. — (Либерал.ру). — ISBN 978-5-4448-1582-3.

### 2023
Номинация «Естественные и точные науки»
- Рамиз Алиев. Что случилось с климатом. — М.: Паулсен, 2022.
- Александра Горяшко. Дикая птица и культурный человек. Гага обыкновенная и человек разумный: четырнадцать веков взаимоотношений. — СПб.: Типография «ЛД-Принт», 2020.
- Антон Нелихов. Динозавры России: Прошлое, настоящее, будущее. — М.: Альпина нон-фикшн, 2022.
- Сергей Самойленко. Вероятности и неприятности. Математика повседневной жизни. — М.: Манн, Иванов и Фербер, 2022.

Номинация «Гуманитарные науки»
- Олег Хлевнюк. Корпорация самозванцев. Теневая экономика и коррупция в сталинском СССР. — М.: Новое литературное обозрение, 2023.
- Михаил Велижев. Чаадаевское дело: идеология, риторика и государственная власть в николаевской России. — М.: Новое литературное обозрение, 2022.
- Надежда Плунгян. Рождение советской женщины. Работница, крестьянка, летчица, «бывшая» и другие в искусстве 1917—1939 годов. — М.: Музей современного искусства «Гараж», 2022.
- Сергей Шумский. Воспитание машин: Новая история разума. — М.: Альпина нон-фикшн, 2021.

Номинация «Просветитель. Перевод. Естественные и точные науки»
- Сиддхартха Мукерджи. Ген. Очень личная история / пер. с англ.: Ольга Волкова, Ксения Сайфулина; редактор Ольга Волкова. — CORPUS, 2023.
- Питер Годфри-Смит. Метазоа: Зарождение разума в животном мире / пер. с англ.: Галина Бородина; научные редакторы Анна Винкельман, Михаил Никитин; редактор Андрей Захаров. — М.: Альпина нон-фикшн, 2023.
- Ричард Рэнгем. Парадокс добродетели. Странная история взаимоотношений нравственности и насилия в эволюции человека / пер. с англ.: Софья Долотовская; редактор Екатерина Владимирская. — CORPUS, 2022.
- Том Чиверс, Дэвид Чиверс. Цифры врут. Как не дать статистике обмануть себя / пер. с англ.: Наталья Шахова; редакторы Мария Москвина, Юлия Исакова. — М.: Individuum, 2022.

Номинация «Просветитель. Перевод. Гуманитарные науки»
- Анил Сет. Быть собой: Новая теория сознания / пер. с англ.: Мария Десятова; научный редактор Ольга Ивашкина, редактор Наталья Нарциссова. — М.: Альпина нон-фикшн, 2023.
- Николас Старгардт. Мобилизованная нация: Германия 1939—1945 / пер. с англ.: Александр Колин; научный редактор Антон Захаров, редактор Анна Захарова. — М.: КоЛибри, Азбука-Аттикус, 2023.
- Герлинде Пауэр-Штудер, Дж. Дэвид Веллеман. Конрад Морген: Совесть нацистского судьи / пер. с англ.: Юрий Чижов; научный редактор Дмитрий Гурин, редактор Наталья Нарциссова. — М.: Альпина нон-фикшн, 2023.
- Марта Нуссбаум. Политические эмоции: Почему любовь важна для справедливости / пер. с англ.: Софья Порфирьева; научный редактор Дмитрий Турко, редактор серии Арсений Куманьков. — М.: Новое литературное обозрение, 2023.

Специальная награда «ПолитПросвет»
- Владислав Аксенов. Война патриотизмов: Пропаганда и массовые настроения в России периода крушения империи. — М.: Новое литературное обозрение, 2023.
- Александр Баунов. Конец режима: Как закончились три европейские диктатуры. — М.: Альпина Паблишер, 2023.
- Ксения Новохатько. Андрей Сахаров. Человек, который не боялся. — М.: Самокат, 2022.
- Юрий Плюснин. Социальная структура провинциального общества. — М.: Common Place; Фонд социальных исследований «Хамовники», 2022.
- Сергей Сергеев. Русское самовластие. Власть и её границы: 1462—1917 гг. — М.: Яуза-каталог, 2023.

### 2024
Номинация «Естественные и точные науки»
- Леонид Еленин. Кометы. Странники Солнечной системы. — М.: Бомбора, 2024.
- Ася Казанцева. Откуда берутся дети? Краткий путеводитель по переходу из лагеря чайлдфри к тихим радостям семейственности. — М.: CORPUS, 2023.
- Мария Кондратова. Кривое зеркало жизни. Главные мифы о раке, и что современная наука думает о них. — М.: Альпина нон-фикшн, 2019.
- Тимофей Чернов. Прогноз погоды на сто лет. Как меняется климат Земли и что с этим делать. — М.: Фитон XXI, 2024.

Номинация «Гуманитарные науки»
- Дмитрий Антонов. Нимб и крест: как читать русские иконы. — М.: АСТ: ОГИЗ, 2023.
- Александр Бердичевский, Александр Пиперски. Три склянки пополудни и другие задачи по лингвистике. — М.: Альпина нон-фикшн, 2022.
- Иван Курилла. Американцы и все остальные: истоки и смысл внешней политики США. — М.: Альпина Паблишер, 2024.
- Андрей Ланьков. Не только кимчхи: история, культура и повседневная жизнь Кореи; К северу от 38-й параллели: как живут в КНДР (дилогия). — М.: Альпина нон-фикшн, 2024, 2020.

Номинация «Просветитель. Перевод. Естественные и точные науки»
- Эд Йонг. Необъятный мир: как животные ощущают скрытую от нас реальность / пер. с англ.: Мария Десятова; научный редактор Михаил Никитин; редактор Петр Фаворов. — М.: Альпина нон-фикшн, 2024.
- Стюарт Ричи. Наукообразная чушь. Разоблачение мошенничества, предвзятости, недобросовестности и хайпа в науке / пер. с англ.: Алена Якименко; редактор Екатерина Владимирская. — М.: CORPUS, 2024.
- Гвидо Тонелли. Книга Бытия. Общая история происхождения / пер. с итал.: Дмитрий Баюк; научный редактор Михаил Шевченко; редактор Ирина Гачечиладзе. — М.: CORPUS, 2022.
- Джордан Элленберг. Форма реальности. Скрытая геометрия стратегии, информации, общества, биологии и всего остального / пер. с англ.: Евгений Поникаров; научный редактор Михаил Гельфанд; ответственный редактор Юлия Константинова. — М: Манн, Иванов и Фербер, 2023.

Номинация «Просветитель. Перевод. Гуманитарные науки»
- Карло Гинзбург. Соотношения сил. История, риторика, доказательство / пер. с итал.: Михаил Велижев; научный редактор Всеволод Зельченко. — М.: Новое литературное обозрение, 2024.
- Синклер Маккей. Шифры цивилизации: коды, секретные послания и тайные знаки в истории человечества / пер. с англ.: Иван Богданов; научный редактор Максим Суравегин; литературный редактор Ольга Бараш. — М.: Альпина Паблишер, 2023.
- Стивен Уокер. Первый: новая история Гагарина и космической гонки / пер. с англ.: Наталья Лисова (ум.); научный редактор Игорь Лисов; редактор Вячеслав Ионов. — М.: Альпина нон-фикшн, 2024.
- Юлиане Фюрст. Цветы, пробившие асфальт: путешествие в Советскую Хиппляндию / пер. с англ.: Ирина Косалс; научный редактор Софья Тимофеева. — М.: Новое литературное обозрение, 2023.

Специальная награда «ПолитПросвет»
- Сергей Гуриев, Даниел Трейсман. Диктаторы обмана. Новое лицо тирании в XXI веке. — Фонд Бориса Немцова за Свободу, 2023.
- Коллектив авторов под ред. А. Ю. Даниэля. Энциклопедия диссидентства: СССР, 1956–1989. — М.: Научно-информационный и просветительский центр «Мемориал»; Новое литературное обозрение, 2024.
- Антон Долин. Плохие русские. Рождение путинизма из коммерческого кинематографа. — Рига: Meduza, 2024.
- Александр Кынев. Кто и как управляет регионами России. Система управления и административная устойчивость власти российских регионов. — М.: Рутения, 2024.
- Дмитрий Травин. Русская ловушка. — СПб.: Издательство Европейского университета в Санкт-Петербурге, 2023.

## Оценки
«Российская газета», отметив кажущуюся поверхностность процедуры вручения, которая «чем-то напоминала выдержки из речи ведущих премии „Абзац“», утверждала, что премией представлена достаточно серьёзная литература.
Определяя премию как «аванпост борьбы с невежеством», критик «Ежедневного журнала» Галина Юзефович называла её главной функцией «не столько финансовую поддержку достойных авторов <…> сколько способ дать качественным книгам в жанре нон-фикшн мощнейший инструмент промоушена, эффективно работающий в том числе (и даже в первую очередь) далеко за пределами академической среды».